# Unsan-gun (kommun i Nordkorea)
Unsan-gun (koreanska: 운산군) är en kommun i Nordkorea.   Den ligger i provinsen Norra P'yŏngan, i den centrala delen av landet, 120 km norr om huvudstaden Pyongyang.